# 姶良市立重富小学校
姶良市立重富小学校（あいらしりつしげとみしょうがっこう）は鹿児島県姶良市平松にある市立小学校である。
学校は、かつて島津義弘が居館とした平松館の跡地にあり、その正門はかつて鹿児島県庁で使用していたものを譲り受けたものである。

## 沿革
1872年（明治5年）に学制が公布された時点で、重富郷には既に平松小学・脇元小学・上水流小学の3つの学校があった。このうち上水流小学は1875年（明治8年）に焼失して、触田小学となったとされている。同年8月、学制の改正により小学から小学校となった。1888年（明治21年）6月15日、3つの学校が統合され平松小学校が現在地に設立された。1892年（明治25年）11月に平松尋常小学校と重富高等小学校に分割されたが、両校とも同じ敷地に併設されていた。1901年（明治34年）6月15日、両校が再合併して重富尋常高等小学校となった。また、1906年（明治39年）9月18日には女子実業補習学校が併設された。1908年（明治41年）に学制改革により尋常科6年、高等科2年となった。1917年（大正6年）補習学校の組織変更で重富実業補習学校となり、また高等科修業が3年となった。1926年（大正15年）に重富村立青年訓練所を併設、この年の校舎整備によって幕末に建設された振業館が解体された。1930年（昭和5年）4月、補習学校が重富高等公民学校となった。1941年（昭和16年）4月1日、重富国民学校となり高等科が2年までとなった。1947年（昭和22年）4月1日重富村立重富小学校となった。1953年（昭和28年）から1966年（昭和41年）まで、開拓地であった高牧地区に高牧分校を設置していたが、離農が増加したことにより廃止となり、この地域の一部の児童は旧吉田町（現鹿児島市）の本城小学校に越境通学することになった。1955年（昭和30年）1月1日、町村合併により姶良町立重富小学校となった。1980年（昭和55年）に隣の建昌小学校との間に姶良小学校が増設され、校区が分割された。2010年（平成22年）3月23日、さらに合併により姶良市立重富小学校となっている。

### 年表
- 1888年（明治21年）6月15日 - 平松小学校・脇元小学校・触田小学校の合併により、平松小学校として発足。
- 1892年（明治25年）11月 - 尋常科と高等科を分離し、平松尋常小学校と重富高等小学校となる。
- 1901年（明治34年）6月15日 - 尋常科と高等科を統合し、重富尋常高等小学校となる。
- 1902年（明治35年） - 児童増加に伴い校舎増改築、西校舎落成。
- 1906年（明治39年）9月18日 - 女子実業補習学校併設。
- 1910年（明治43年） - 校舎増改築、北校舎落成。
- 1912年（大正元年） - 茶園を造成。
- 1917年（大正6年） - 補習学校が重富実業補習学校となる。
- 1926年（大正15年） - 重富村立青年訓練所併設、校舎増改築により特別教室や講堂が完成、幕末建設の振業館を解体。
- 1930年（昭和5年）4月 - 補習学校廃止、重富高等公民学校併設。
- 1941年（昭和16年）4月1日 - 重富国民学校となる。
- 1947年（昭和22年）4月1日 - 重富村立重富小学校となる。
- 1953年（昭和28年）9月1日 - 高牧分校を設置。
- 1966年（昭和41年）3月31日 - 高牧分校廃止。
- 1967年（昭和42年） - 鉄筋コンクリート2階建て校舎完成。総工費2393万7000円。
- 1970年（昭和45年）2月 - 校舎2期増築工事落成。
- 1980年（昭和55年）4月 - 姶良小学校設置に伴い校区を分割する。
- 1981年（昭和56年）3月17日 - 体育館落成。
- 1982年（昭和57年）10月25日 - 給食調理室落成、168平方メートル。
- 1983年（昭和58年）3月10日 - 新校舎落成、1,048 平方メートル。
- 2010年（平成22年）3月23日 - 3町合併により姶良市立重富小学校と改称。

## 著名な出身者
- 川﨑宗則 - プロ野球選手
- 福倉健太郎 - プロ野球選手